# Diospyros occulta
Diospyros occulta är en tvåhjärtbladig växtart som beskrevs av Frank White. Diospyros occulta ingår i släktet Diospyros och familjen Ebenaceae. Inga underarter finns listade i Catalogue of Life.